# Asclepiodoto (táctico)
Asclepiodoto (en griego, Ἀσκληπιόδοτος) fue un filósofo y táctico militar de la Antigua Grecia que floreció en el siglo I a. C..
Según Séneca en su obra Naturales quaestiones, fue alumno del filósofo Posidonio y autor de la obra Quaestionum Naturalium Causae.
La única obra suya que nos ha llegado es una de táctica militar, Téchne taktiké, en la que explica el funcionamiento de la falange macedonia.